# 法務
法務（ほうむ）とは、法・法令・法律や司法に関する事務、業務、あるいは、職務のこと。

## 分野による分類
- 企業において行われる法務は、「企業法務」と呼ばれる。
- 複数の国に跨る法務は、「国際法務」と呼ばれ[3]、日本側から見て海外の法務については、 「海外法務」と呼ばれることもある。
- 外国人を対象にした法務一般は、「渉外法務」と呼ばれる[4]。
- 一般市民に関する法務は、市民法務と呼ばれることがある。

## 企業の法務部門
企業において法務を扱う部門は、「法務部」を始め、企業ごとに様々な名称で呼ばれる。法務部として独立して設置されず、総務部において法務を担うことも多い。

### 職種としての法務
企業における法務担当者の職種名も、一般に「法務」と呼ばれる。
法務担当者の養成状況としては、約半数が法務専門職でないジェネラリストとして、残りの半分弱が法務のスペシャリストとして、それぞれ養成されているとされ、弁護士を社員に採用する例もある（いわゆるインハウスローヤー）。

### この節の関連項目
- 司法試験
- 弁護士
- 司法書士
- 宅地建物取引士
- ビジネス実務法務検定試験
- ビジネス・キャリア検定試験

## 市民法務
一般市民が直面した法律問題に対処することを支援する業務を、市民法務と呼ぶことがある。その範囲は概ね弁護士業務のうち「一般民事」と呼ばれるものに包摂される。
「市民法務」の名称を用いるのは主に行政書士であり、行政書士会などのウェブサイトでも用例がある。

## 法務事務所
士業事務所の一部に、「法務事務所」を称するものがある。
「法律事務所」と類似する名称であるが、「法律事務所」は弁護士の事務所に限定され、そうでない者が「法律事務所」を称すれば刑事罰が科されるのに対し（弁護士法74条1項、77条の2）、「法務事務所」の名称の使用それ自体を直接規制する法律はない。
「法務事務所」を称する士業には、司法書士と行政書士が多いとされる。
司法書士について、日本司法書士会連合会は、「法務事務所」が弁護士事務所と誤認されやすいことから、「法務事務所」を称する場合は、名称に「司法書士」の文字を含めなければ司法書士名簿への記載を認めないとしている。
行政書士についても、事務所の名称には「行政書士」の文字を含めるものとし、弁護士との誤認混同を極力防ぐことが指向されている。

## 行政
国家レベルでは、一般に「法務省」や「司法省」という名称の省が置かれ、国の法務に関する事項を所掌していることが多い。
日本においては国家機関として法務省が置かれ、出先機関として各地に法務局が所在する。
地方公共団体においても法務部門が設置され、例規審査、例規立案支援、訟務等を担当している。多くの自治体において10名から20名程度の法務担当職員を擁している。
地域行政の多様化に伴って複雑な法的検討を要する行政事務も増加しているため、自治体内で勤務する弁護士も増加している。

### この節の関連項目
- 司法省 (曖昧さ回避)
- 法務大臣
- 法務委員会
- 地方法務局
- 政策法務
- 法務官
- 法務官 (自衛隊)